# 1915 aux Territoires du Nord-Ouest
Chronologie des Territoires du Nord-Ouest
- 1911
- 1912
- 1913
- 1914
- 1915
- 1916
- 1917
- 1918
- 1919

Cette page concerne les événements survenus en 1915 dans le territoire canadien des Territoires du Nord-Ouest.

## Politique
- Premier ministre : Frederick D. White (Commissaire en gouvernement)
- Commissaire :
- Législature :